# Regione di Gao
La regione di Gao è una delle 8 regioni del Mali. Il capoluogo è la città di Gao.

## Geografia fisica

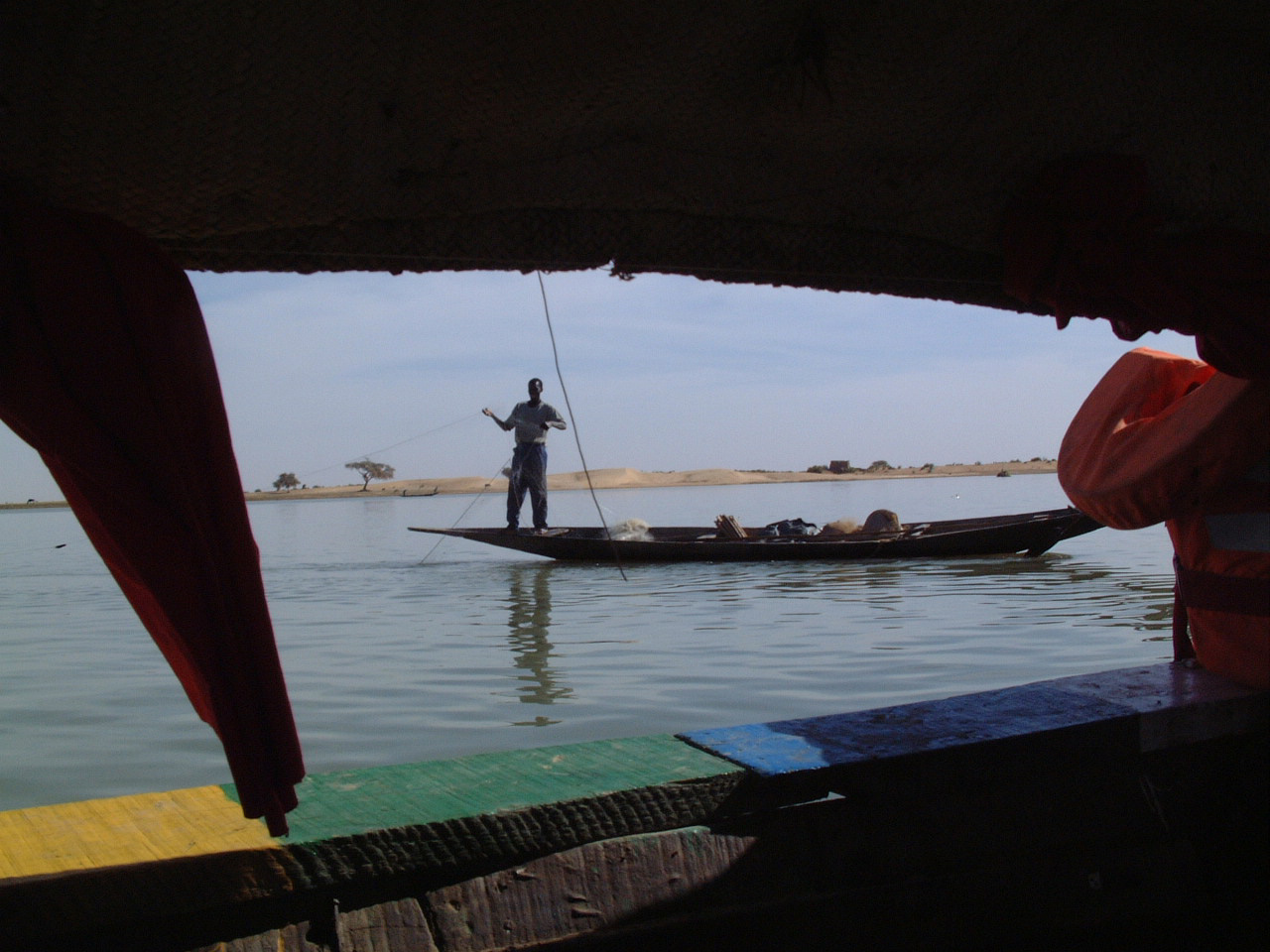
Canoa di pescatori sul fiume Niger vicino a Gao

La regione confina a nord con Kidal, ad ovest con Tombouctou, ad est e la maggior parte del sud con il Niger, con una piccolissima porzione del confine meridionale condiviso con il Burkina Faso. La regione è attraversata dal fiume Niger.
Le etnie comune nella regione di Gao sono il Songhai, Bozo, Tuareg, Bambara, e Kounta. Le città sono Gao, Bourem e Bamba.

### Altimetria
La regione è caratterizzata da un territorio di media altezza con un predominio di dune e pianure (a sinistra del fiume Niger) e le aree rocciose nel Gurma (sul lato destro del fiume).

### Clima e vegetazione
Il clima è di tipo sahel-sahariano. La regione di Gao si estende a nord del Sahel e a sud del Sahara. Il clima è costituito da una stagione secca che dura tra i 7 e i 9 mesi, seguita da una stagione piovosa media tre mesi che caratterizzano questa regione. Le variazioni termiche sono molto importanti da una stazione all'altra e tra il giorno e la notte; Le temperature possono scendere a 20 °C nei mesi di dicembre e gennaio.
I terreni sono sotto l'azione permanente di erosione, con una conseguente riduzione della qualità dei prodotti agricoli. La vegetazione è dominata da piante e alberi spinosi, è scarsa al di fuori delle zone vicine al fiume Niger. zone desertiche del Nord contengono quasi nessuna vegetazione.

## Storia
Dalla fine del XIX secolo e fino al 1960 era sotto il controllo coloniale francese, inquadrato nella amministrazione dell'Africa Occidentale Francese.
L'Indipendenza dalla Francia avvenne il 20 giugno 1960, da allora ha fatto parte della Repubblica del Mali.
La regione fu costituita con un decreto presidenziale del 12 luglio 1977..
La Regione di Gao in precedenza comprendeva l'intera parte orientale del paese, a est della Regione di Timbuctù. Tuttavia, nel 1991 il territorio settentrionale della regione è stata separata per costituire la regione di Kidal.

### Storia recente
La regione,dal 2012, subisce gli effetti della guerra del Mali, subendo attacchi di diversi gruppi di miliziani..
La Regione di Gao, nel 2012, ha fatto parte di Azawad, un territorio del Mali che per breve tempo ha costituito uno Stato non riconosciuto, dichiarando unilateralmente la propria indipendenza dal Mali il 6 aprile 2012 dal Movimento Nazionale per la Liberazione di Azawad (MNLA) durante la ribellione tuareg del 2012.
Dopo la prima battaglia di Gao, il MNLA ha perso il controllo del territorio alle milizie islamiste. Diversi altri combattimenti hanno avuto luogo nella regione durante la guerra, in particolare nella città di Gao stessa.

## Suddivisioni
La regione di Gao è divisa in 4 circondari:
|  | - Ansongo - Bourem - Gao - Ménaka |

### Amministrazione
| nome    | Superficie (km2) | Abitanti Censimento del 1998 | Abitanti Censimento del 2009 |  |
| ------- | ---------------- | ---------------------------- | ---------------------------- |  |
| Ansongo | 23.614           | 82.398                       | 132.205                      |  |
| Bourem  | 43.000           | 80.667                       | 115.958                      |  |
| Gao     | 31.250           | 143.300                      | 239.853                      |  |
| Ménaka  | 73.664           | 35.177                       | 56.104                       |  |